# Francisco de Paula Díaz y Montes
Francisco de Paula Díaz y Montes (* 1. Oktober 1833 in San Luis Potosí, Mexiko; † 14. April 1891 in San Isidro Mazatepec, Jalisco) war Bischof von Colima.

## Leben
Francisco de Paula Díaz y Montes empfing am 25. Mai 1862 durch den Erzbischof von Guadalajara, Pedro Espinosa y Dávalos, das Sakrament der Priesterweihe.
Am 27. Mai 1889 ernannte ihn Papst Leo XIII. zum Bischof von Colima. Der Erzbischof von Guadalajara, Pedro José de Jesús Loza y Pardavé, spendete ihm am 25. August desselben Jahres in der Kathedrale Asunción de María Santísima in Guadalajara die Bischofsweihe. Die Amtseinführung fand am 6. November 1889 statt.
Francisco de Paula Díaz y Montes starb am 14. April 1891 in San Isidro Mazatepec und wurde in der Kathedrale Nuestra Señora de Guadalupe in Colima bestattet.